# SN 1998cr
SN 1998cr – supernowa odkryta 28 czerwca 1998 roku w galaktyce PGC0057979. W momencie odkrycia miała maksymalną jasność 17,60m.